# کارگاه ماشین‌کاری
کارگاه ماشین‌کاری (انگلیسی: Machine shop) یا اتاق کارگاهی مهندسی، ساختمان یا شرکتی است که در آن ماشین‌کاری، نوعی تولید بر پایه کم کردن از قطعه اولیه، در آن انجام می‌شود. در یک کارگاه ماشین‌کاری، اپراتورهای ماشین‌کار از ماشین‌آلات و ابزارهای برش برای ساخت قطعات، معمولاً از فلز یا پلاستیک (اما گاهی از مواد دیگر مانند شیشه یا چوب) استفاده می‌کنند. یک کارگاه ماشین‌کاری می‌تواند یک واحد تجاری کوچک (مانند یک کارگاه) یا بخشی از یک کارخانه باشد، حال این واحد تجاری میتواند یک اتاق ابزار ساده یا یک منطقه اختصاصی برای تولید قطعات باشد. چیدمان ساختمان این نوع کارگاه ها و تجهیزات متفاوت است و مختص کاربرد در نظر گرفته شده برای آن کارگاه است. به عنوان مثال، کف یک کارگاه ماشین‌کاری ممکن است بتنی یا حتی به صورت خاک فشرده و متراکم باشد و کارگاه دیگر ممکن است دارای کف آسفالت باشد. ممکن است یک کارگاه، بسته به وظایف تخصیص یافته به آن، دارای سیستم‌های تهویه مطبوع باشدو  یا فاقد این نوع تجهیزات باشد. اما در کارگاه های دیگر ممکن است نیاز به حفظ اتمسفر کنترل شده باشد. هر کارگاه ابزار و ماشین آلات مخصوص به خود را دارد که از نظر کمیت، توانایی و تمرکز تخصص با سایر کارگاه ها متفاوت است.

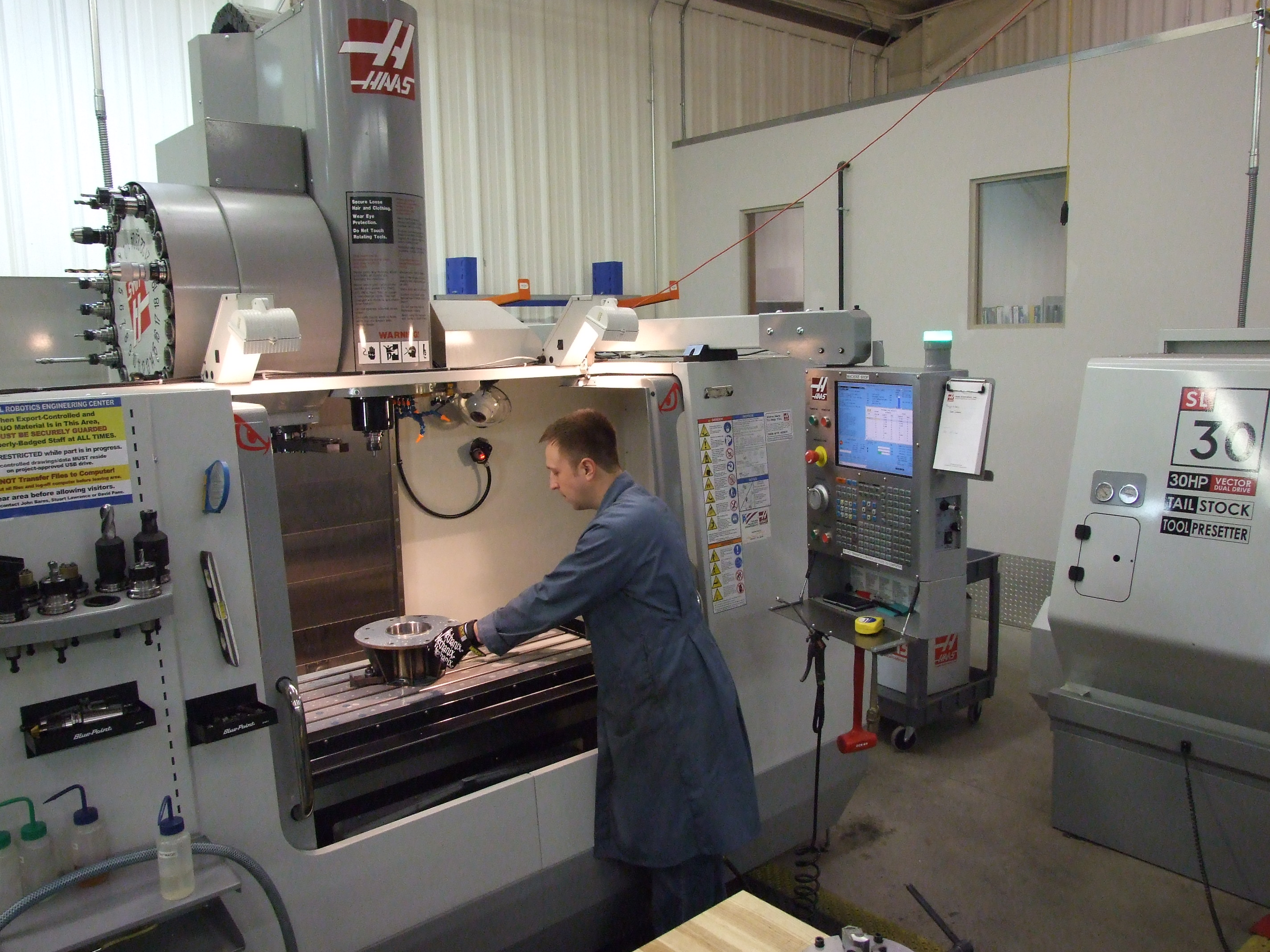
کارگاه ماشین کاری مدرن، 2009

قطعات تولید شده می تواند محصول نهایی کارخانه باشد تا به مشتریان در صنعت ماشین سازی، صنعت خودروسازی، صنعت هواپیماسازی یا سایرین فروخته شود. ممکن است شامل ماشینکاری مکرر اجزای سفارشی شود. در موارد دیگر، شرکت‌هایی که در آن زمینه‌ها فعالیت می‌کنند، ماشین‌آلات مخصوص به خود را دارند.
تولید می تواند شامل برش، شکل دادن، سوراخ کردن، تکمیل و سایر فرآیندها باشد که اغلب مربوط به فلزکاری است. ماشین‌ابزار معمولاً شامل ماشین‌های تراش فلزی، ماشین‌های فرز، مراکز ماشینکاری، ماشین‌های چندوظیفه‌ای، پرس مته یا ماشین‌های سنگ‌زنی است که بسیاری از آنها با کنترل عددی کامپیوتری (CNC) کنترل می‌شوند. سایر فرآیندها مانند عملیات حرارتی، آبکاری الکترولیتی یا رنگ آمیزی قطعات قبل یا بعد از ماشینکاری، اغلب در یک مرکز جداگانه انجام می شود.
یک کارگاه ماشین کاری می‌تواند حاوی مقداری مواد اولیه (مانند شمشال برای ماشین‌کاری) و یا تعدادی قطعات نهایی باشد. این اقلام اغلب در یک انبار نگهداری می شوند. کنترل و قابلیت رهگیری مواد معمولاً به مدیریت شرکت و صنایعی که در آن خدمات ارائه می شود، گواهی استاندارد تاسیس و اصول سرپرستی بستگی دارد.
یک کارگاه ماشین کاری می‌تواند یک تجارت با نیاز به سرمایه زیاد باشد، زیرا خرید تجهیزات می‌تواند به سرمایه‌گذاری‌های کلانی نیاز داشته باشد. یک کارگاه ماشین کاری همچنین می‌تواند نیروی کار زیادی را نیاز داشته باشد، به خصوص اگر کارگاه در تعمیر ماشین‌آلات بر اساس تولیدات شغل فعال باشد، اما ماشین‌کاری تولیدی (هم تولید دسته‌ای و هم تولید انبوه) بسیار خودکارتر از قبل از توسعه CNC و کنترل گر منطقی برنامه‌پذیر (PLC)، میکرو کامپیوترها و رباتیک است. این روش دیگر نیازی به کارگران متعدد ندارد، اگرچه مشاغلی که باقی می مانند به استعداد و مهارت بالایی نیاز دارند. آموزش و تجربه در کارگاه ماشین کاری می تواند کمیاب و ارزشمند باشد.
روش‌های گوناگون، مانند اجرای 5S، سطح انطباق با روش‌های ایمنی و استفاده از تجهیزات حفاظت فردی توسط پرسنل، و همچنین دفعات تعمیر و نگهداری ماشین‌ها و نحوه انجام تمیزکاری کارگاه در یک واحد، ممکن است بسیار متفاوت از یک کارگاه دیگر باشد.

#### تاریخچه

##### تا قرن 19 ام
اولین کارگاه های ماشین کاری در قرن نوزدهم شروع به ظهور کردند، زمانی که انقلاب صنعتی مدت‌ها در جریان بود. قبل از انقلاب صنعتی قطعات و ابزار در کارگاه‌های روستاها و شهرهای محلی در مقیاس کوچک و اغلب برای بازار محلی تولید می‌شد. اولین ماشین آلاتی که انقلاب صنعتی را ممکن کرد نیز در کارگاه های این چنینی توسعه یافت.
ماشین‌های تولیدی در اولین کارخانه‌ها در همان محل ساخته می‌شدند، جایی که هر قسمت همواره به صورت جداگانه ساخته می‌شد تا مناسب فعالیتی که به آ اختصاص یافته است باشد. پس از مدتی آن کارخانه ها کارگاه های خود را راه اندازی کردند که در آن قسمت هایی از ماشین آلات موجود تعمیر یا اصلاح می شدند. در آن روزها نساجی صنعت غالب بود و این صنایع شروع به توسعه بیشتر ماشین ابزارهای مربوط به خود کردند.

##### در قرن 19 ام

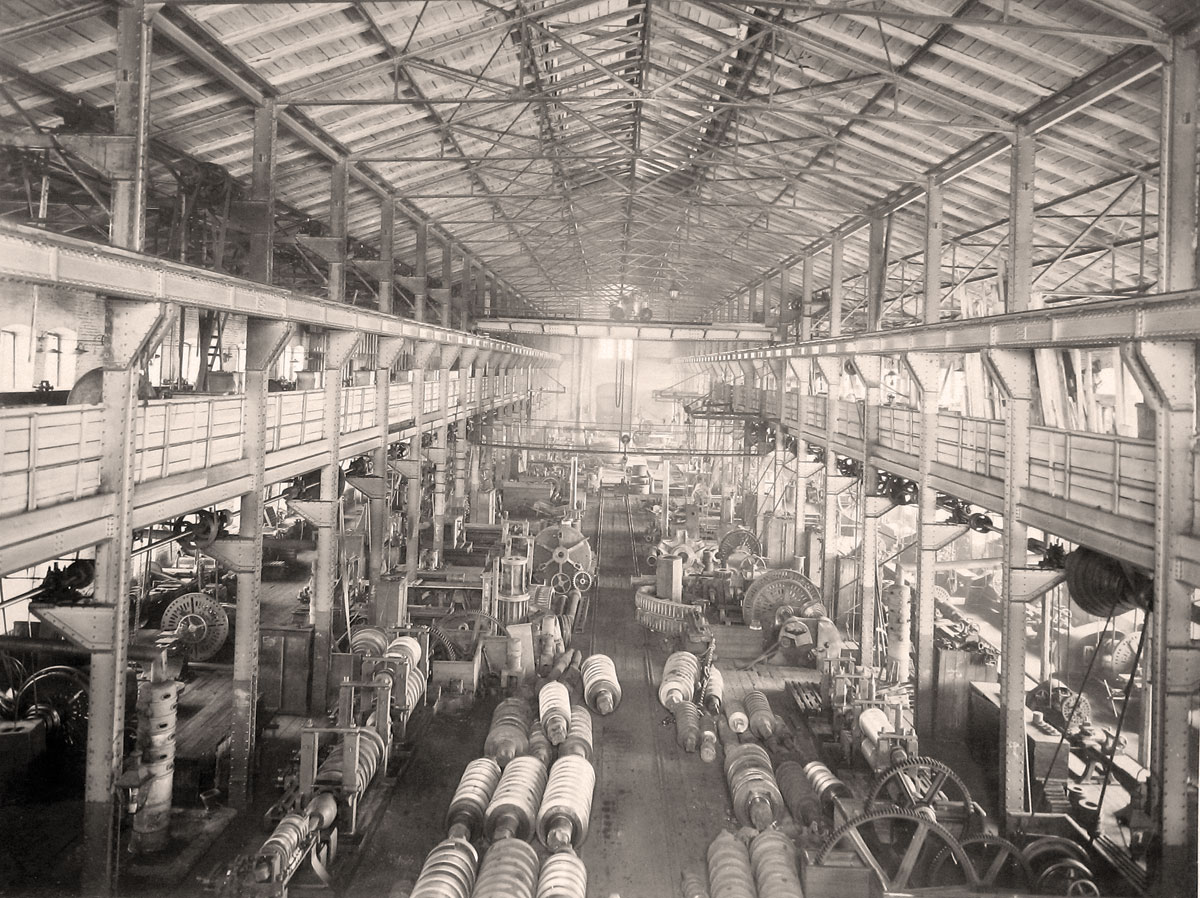
کارگاه ماشین کاری ای متعلق به اواخر قرن 19

توسعه بیشتر در اوایل قرن نوزدهم در انگلستان، آلمان و اسکاتلند روش های ماشین ابزار و روش‌های ارزان‌تر برای تولید فولاد، مانند فولاد بسمر، انقلاب صنعتی دوم را آغاز کرد که منجر به برقی شدن کارخانه ها، رواج تولید انبوه و متداول شدن خط تولید برای محصولات مختلف شد. کارگاه ماشین کاری ای با نام Burghardt پدید آمد، "مکانی که در آن قطعات فلزی به اندازه مورد نیاز بریده می شوند و در کنار هم قرار می گیرند تا واحدها یا ماشین های مکانیکی را تشکیل دهند، ماشین هایی که به گونه ای ساخته شده اند تا به طور مستقیم یا غیرمستقیم در تولید ملزومات و تجملات متمدنانه مورد استفاده قرار گیرند. 

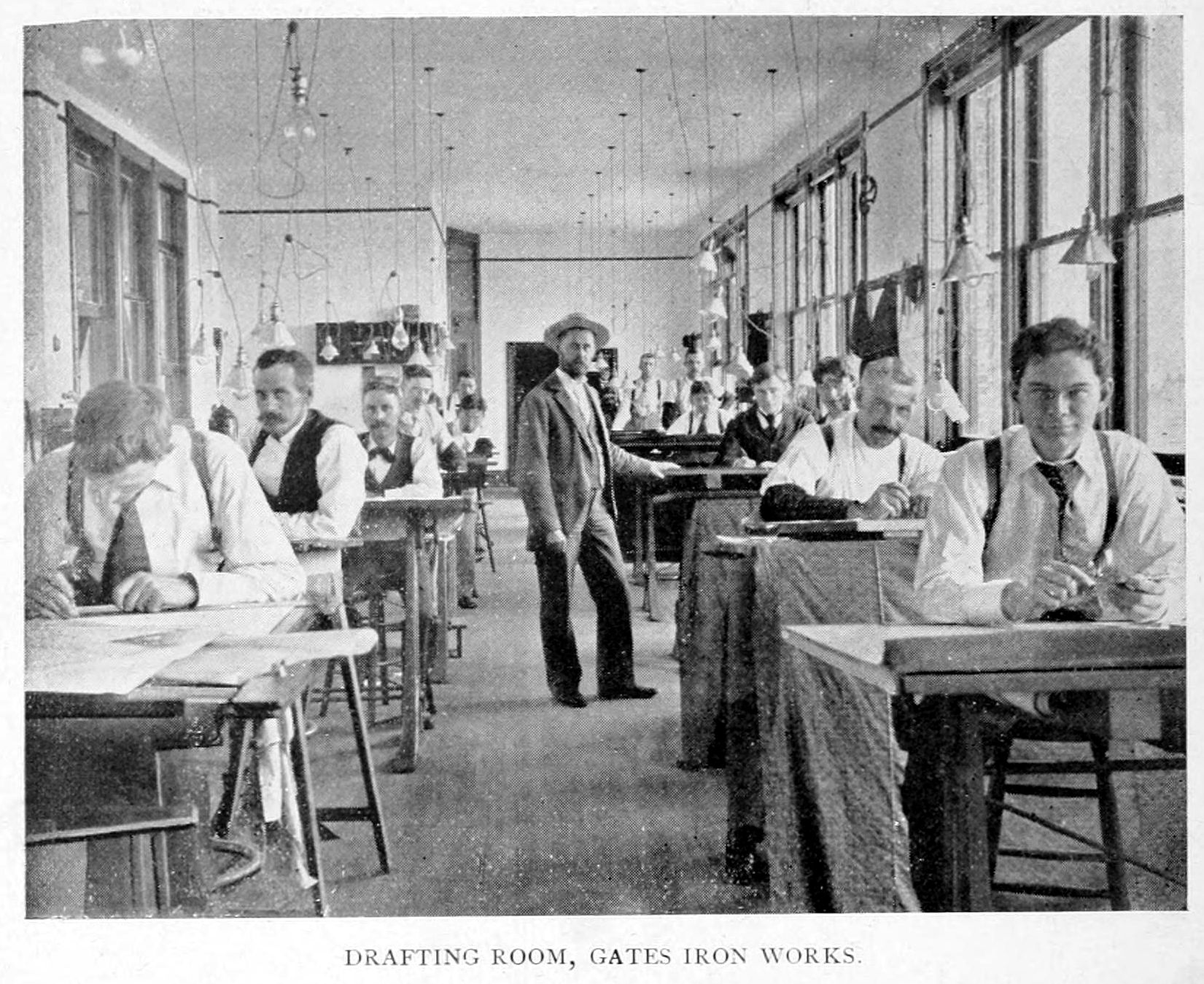
اتاق نقشه کشی شرکت سازنده قطعات آهنی، 1896

ظهور کارگاه های ماشین کاری و مشکلات خاص تولیدی و سازمانی آن‌ها باعث جوشش اولیه شکل گیری پیشگامان مدیریت کارگاه‌ها شد که تئوری‌هایشان به مدیریت علمی معروف شد. یکی از اولین نویسندگان در این زمینه هوراس لوسیان آرنولد بود که در سال 1896 اولین سری مقالات را در مورد «اقتصاد مدرن کارگاه های ماشین کاری» نوشت.  این نوشته ها مطالعات، برنامه ریزی تولید و مدیریت ماشین آلات را در بر می گرفت و شرح میداد. در سال 1899، جاشوا رز کتاب «عملکرد ماشین‌آلات مدرن» را منتشر کرد که در مورد عملکرد، ساخت و ساز و اصول ماشین‌آلات مغازه، موتورهای بخار و ماشین‌های الکتریکی بود.

##### قرن 20 ام
در سال 1903 دایره المعارف روش های مدرن کارگاهی با سردبیری هاوارد مونرو ریموند منتشر شد و در همان سال فردریک وینسلو تیلور نوشته مدیریت کارگاه خود: مقاله ای که در مقابل انجمن مهندسین مکانیک آمریکا در نیویورک ارائه شد را منتشر کرد. تیلور در سال 1878 کار خود را به عنوان کارگر کارگاه ماشین کاری در کارخانه فولاد Midvale آغاز کرده بود و به سرکارگر ماشین‌فروشی، مدیر تحقیقات و در نهایت مهندس ارشد این کارخانه رسید. به عنوان یک مهندس مشاور مستقل، یکی از اولین وظایف اصلی او در سال 1898 در فولاد بیت لحم حل مشکل ظرفیت ماشین‌آلات گران قیمت بود.
در سال 1906 Oscar E. Perrigo کتاب معروف ماشین آلات مدرن، ساخت تجهیزات و مدیریت کارگاه های ماشینی را منتشر کرد. بخش اول کتاب کارگاه های ماشین کاری مدرن، پریگو (1906) بر ساخت فیزیکی کارگاه ها تمرکز داشت و یک کارگاه ماشین کاری نمونه را ارائه کرد. پریگو با استفاده از این کارگاه ماشین کاری مدل به بررسی نحوه سازماندهی فضا در کارخانه‌ها پرداخت.  این کارگاه ها در آن روزها غیر معمول نبود. بسیاری از مهندسان صنایع، مانند الکساندر همیلتون چرچ، جی اسلیتر لوئیس، هوگو دیمر و غیره، طرح هایی را برای چند مجتمع صنعتی جدید منتشر کردند.

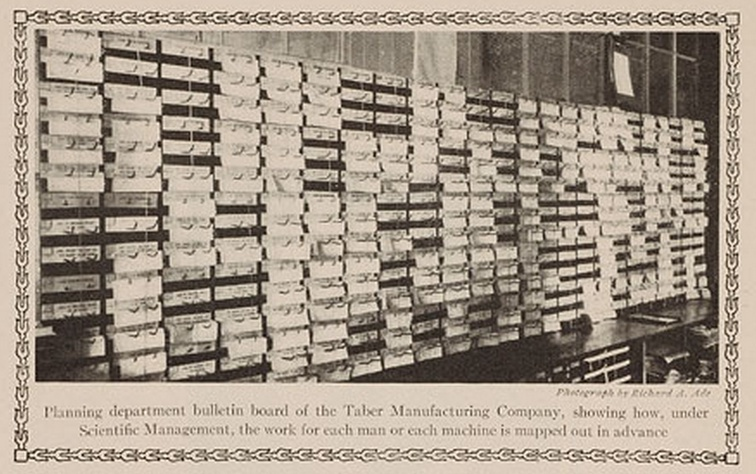
بولتن بخش برنامه ریزی، نشان می دهد که چگونه کار برای هر کارگر یا هر ماشین در کارگاه ماشین کاری از قبل برنامه ریزی شده است، 1911.

این آثار از جمله در نهضت مدیریت علمی انباشته شدند که تیلور در سال 1911 معروف خود را با عنوان اصول "مدیریت علمی نوشت، متن اصلی سازماندهی مدرن و تئوری تصمیم گیری"، که بخش مهمی از آن به سازماندهی کارگاه های ماشین اختصاص داشت را منتشر کرد. پیشرفت تکنولوژی مواد برش جدید به عنوان فولاد تندبر و سازماندهی بهتر تولید با اجرای روش های مدیریت علمی جدید از جمله تابلوهای برنامه ریزی (تصویر را ببینید)، بهره وری و کارایی ماشین آلات را به میزان قابل توجهی بهبود بخشید. در طول قرن بیستم، با پیشرفت بیشتر فناوری، این موارد بیشتر شد.

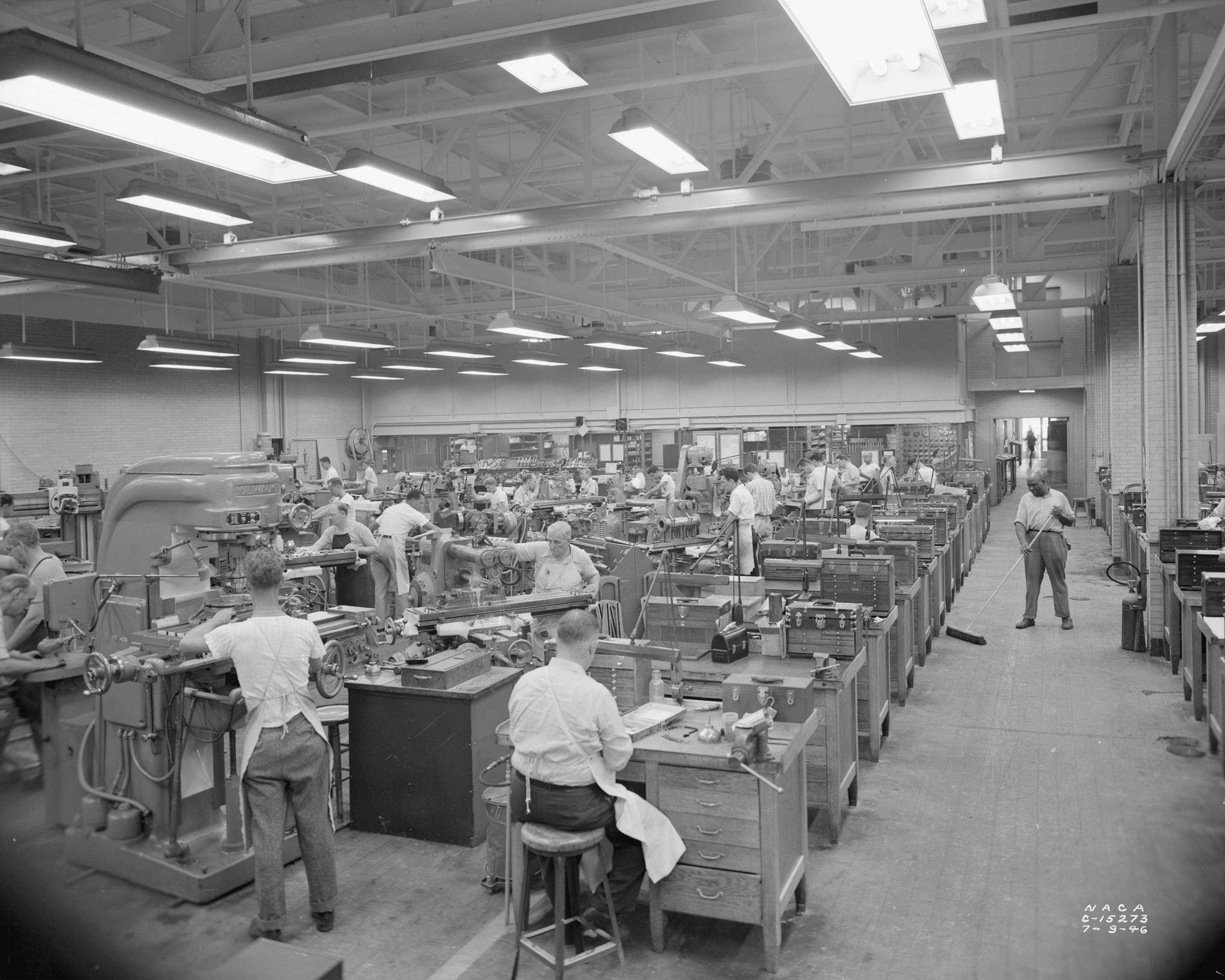
ماشین‌کاران و سازندگان ابزار، قطعات آزمایشی موتور را در آزمایشگاه تحقیقاتی موتور هواپیما، 1946

در اوایل قرن بیستم، نیروی ماشین ابزار هنوز توسط یک تسمه مکانیکی تامین می‌شد که توسط یک موتور بخار مرکزی کار می‌کرد. در طول قرن بیستم، موتورهای الکتریکی به منبع تغذیه ماشین‌ابزارها تبدیل شدند.